# Mazarin (feuilleton télévisé)

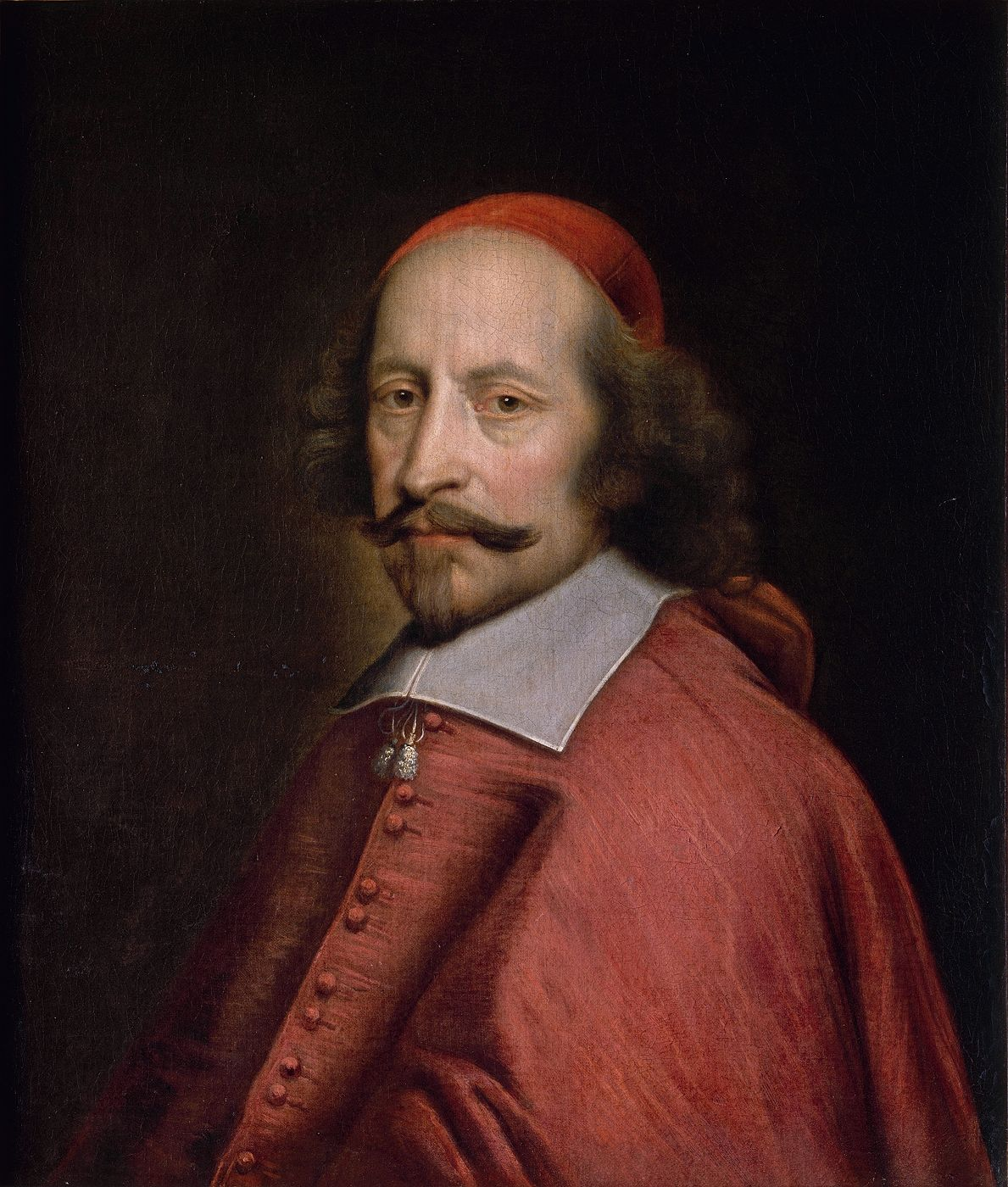

Mazarin est une mini-série française en quatre parties de 80 minutes, réalisée par Pierre Cardinal, et diffusée du 9 au 30 décembre 1978 sur FR3.
Au Québec, elle a été diffusée à partir du 25 février 1982 à la Télévision de Radio-Canada.

## Synopsis
La vie du cardinal et homme d’État Mazarin (1602-1661).

## Fiche technique
- Titre : Mazarin
- Réalisation : Pierre Cardinal
- Scénario et dialogues : Pierre Moinot
- Continuité historique : Philippe Erlanger
- Production : France 3 Picardie
- Coproduction : Télécip
- Chargé de production FR3 : Paul Billiet
- Direction de la photographie : Denys Clairval
- 1er assistant réalisation : Christian Alba
- 2e assistant réalisation : Francis de Laveleye
- Script : Danielle Pelletier
- Décoration : André Jary
- Ensemblier : Jean Micoine
- Costumes : Jean Zay
- Cadrage : Jean-Pierre Gaudin
- Régisseur : Daniel Lebras
- Montage : Brigitte Gaudon
- Musique :
- Date de tournage : avril à août 1978
- Lieux de tournage :

- Bas-Rhin
  - Château du Haut-Koenigsbourg
- Pas-de-Calais
  - Le Touquet/Stella-Plage
- Val-de-Marne
  - Château de Vincennes
- Indre-et-Loire
  - Château d'Amboise
  - Chinon
  - Château du Rivau
- Maine-et-Loire
  - Château de Montreuil-Bellay
  - Abbaye de Fontevraud
- Eure-et-Loir
  - Château d'Anet
- Yvelines
  - Château de Maisons-Laffitte
- Val-d'Oise
  - Château de Méry-sur-Oise

- Pays de production :  France
- Chaîne : FR3
- Genre : biographie, historique
- Durée : 4 parties de 80 minutes
- Date de première diffusion : 9 décembre 1978

## Distribution
- Mazarin : François Périer
- Anne d'Autriche : Martine Sarcey
- Marie Mancini : Nathalie Roussel
- Louis XIV à 17 ans : François-Régis Marchasson
- Louis XIV à 13 ans : Pascal Sellier
- Louis XIV à 10 ans : Sylvain Seyrig
- Prince de Condé : Stéphane Bouy
- Gondi/Retz : Maurice Sarfati
- Conti : Stéphane Gildas
- Madame de Longueville : Marie-Christine Adam
- Monsieur de Longueville : René Hallier
- Madame de Chevreuse : Jeanne Colletin
- Mademoiselle de Chevreuse : Anne-Marie Philipe
- Beaufort : Michel Favory
- La Rochefoucault : Luc Ponette
- Monsieur : Fernand Guiot
- Millet de Jeure : Jean-Pol Dubois
- Colbert : Alain Ollivier
- Bernardin : Pierre Londiche
- Bluet : C. Spiga
- Jobart : Marc de Georgi
- H. de Lionne : Jacques Lalande
- Turenne : Jacques Harden
- Le Tellier : Jacques David
- La Meilleraye : C. Thierry
- Chavigny : Y. Brian
- Noyers : R. Berthier
- Villequier: C. Carvin
- Villeroy : Lefevre-Bel
- Plessis Pralin : Herbert Fioga
- Bussy : H. Laurent
- Guitaut : V. Gauthier
- Comminges: P. Simon
- Vivonne : Philippe Deplanche
- Brienne : F. Landolt
- Père Paulin : P. Savatier
- Laporte : Lionel Vitrant
- La Motte : P.A. Touchard
- Philippe à 19 ans : Stéphane Garcin
- Philippe à 8 ans : C. Vola
- Philippe à 3 ans : F. Vola
- Richelieu : Pierre Vernier
- Louis XIII : Jacques Rosny
- Madame de Brienne : Léna Grinda
- Filandre : Marie-Luce Bonfanti
- Monsieur de Venel : Janine Crispin
- Hortense : V. Perret
- Olympe : V. Leblanc
- Marie-Anne : C. Zonca
- Sultan : Robert Liensol
- Théophraste Renaudot : Jacques Mauclair
- Catherine : C. Delsaux
- Jean : Nicolas Arutene
- Victor : Teddy Bilis
- Pimentel : Vernon Dobtcheff
- Don Nicolas : R. Farruggia
- Philippe IV : J-M. Bruguera
- L'Infante : Arielle Dombasle
- Vincet de Paul : André Reybaz
- Mole : Jean-Simon Prévost
- Valot : Marc Fayolle
- Guenaud : Robert Deslandes
- Bissaro : Robert Pellissier
- Dussaussois : Marcel Dossogne

## Épisodes
1. Le roi est mort, vive le cardinal !
2. Les Princes en cage
3. Le Fugitif
4. Les Enfants qui s'aiment